# National Hockey League 2006-2007
La stagione 2006-2007 è stata la 89ª edizione della National Hockey League, la 90ª considerando la stagione del lockout. La stagione regolare iniziò il 6 ottobre 2006 per poi concludersi l'8 aprile 2007, mentre i playoff della Stanley Cup terminarono il 22 maggio 2007. I Mighty Ducks of Anaheim cambiarono il proprio nome in Anaheim Ducks prima dell'inizio della stagione, introducendo un nuovo logo e nuovi colori. Tale scelta fu fatta per discostarsi dalla precedente proprietà della The Walt Disney Company, che creò la squadra nel 1993.
Il 23 settembre 2006 si disputò per la prima volta un incontro di pre-season fra i New York Rangers ed i Florida Panthers a Porto Rico. I Dallas Stars ospitarono l'NHL All-Star Game presso l'American Airlines Center il 24 gennaio 2007. La finale di Stanley Cup finì il 6 giugno con la vittoria degli Anaheim Ducks contro gli Ottawa Senators per 4-1. Per la prima volta una squadra della California si aggiudicò la Stanley Cup, mentre Ottawa ritrovò la finale 80 anni dopo l'ultima volta.

## Squadre partecipanti
- Anaheim Ducks
- Atlanta Thrashers
- Boston Bruins
- Buffalo Sabres
- Calgary Flames
- Carolina Hurricanes
- Chicago Blackhawks
- Colorado Avalanche
- Columbus Blue Jackets
- Dallas Stars
- Detroit Red Wings
- Edmonton Oilers
- Florida Panthers
- Los Angeles Kings
- Minnesota Wild

- Montreal Canadiens
- Nashville Predators
- New Jersey Devils
- New York Islanders
- New York Rangers
- Ottawa Senators
- Philadelphia Flyers
- Phoenix Coyotes
- Pittsburgh Penguins
- San Jose Sharks
- St. Louis Blues
- Tampa Bay Lightning
- Toronto Maple Leafs
- Vancouver Canucks
- Washington Capitals

## Pre-season

### NHL Entry Draft
L'Entry Draft si tenne fra il 24 ed il 25 giugno 2006 presso il General Motors Place di Vancouver, nella Columbia Britannica. I St. Louis Blues nominarono come prima scelta assoluta il giocatore statunitense Erik Johnson. Altri giocatori rilevanti all'esordio in NHL furono Jordan Staal, Jonathan Toews, Nicklas Bäckström e Phil Kessel.

## Stagione regolare

### Classifiche
= Qualificata per i playoff,       = Primo posto nella Conference,       = Vincitore del Presidents' Trophy, ( ) = Posizione nella Conference

#### Eastern Conference
Northeast Division
|    |                         | PG | V  | S  | OTS | GF  | GS  | PT  |
| -- | ----------------------- | -- | -- | -- | --- | --- | --- | --- |
| 1. | Buffalo Sabres (1)      | 82 | 53 | 22 | 7   | 308 | 242 | 113 |
| 2. | Ottawa Senators (4)     | 82 | 48 | 25 | 9   | 288 | 222 | 105 |
| 3. | Toronto Maple Leafs (9) | 82 | 40 | 31 | 11  | 258 | 269 | 91  |
| 4. | Montreal Canadiens (10) | 82 | 42 | 34 | 6   | 245 | 256 | 90  |
| 5. | Boston Bruins (13)      | 82 | 35 | 41 | 6   | 219 | 289 | 76  |

Atlantic Division
|    |                          | PG | V  | S  | OTS | GF  | GS  | PT  |
| -- | ------------------------ | -- | -- | -- | --- | --- | --- | --- |
| 1. | New Jersey Devils (2)    | 82 | 49 | 24 | 9   | 216 | 201 | 107 |
| 2. | Pittsburgh Penguins (5)  | 82 | 47 | 24 | 11  | 277 | 246 | 105 |
| 3. | New York Rangers (6)     | 82 | 42 | 30 | 10  | 242 | 216 | 94  |
| 4. | New York Islanders (8)   | 82 | 40 | 30 | 12  | 248 | 240 | 92  |
| 5. | Philadelphia Flyers (15) | 82 | 22 | 48 | 12  | 214 | 303 | 56  |

Southeast Division
|    |                          | PG | V  | S  | OTS | GF  | GS  | PT |
| -- | ------------------------ | -- | -- | -- | --- | --- | --- | -- |
| 1. | Atlanta Thrashers (3)    | 82 | 43 | 28 | 11  | 246 | 245 | 97 |
| 2. | Tampa Bay Lightning (7)  | 82 | 44 | 33 | 5   | 253 | 261 | 93 |
| 3. | Carolina Hurricanes (11) | 82 | 40 | 34 | 8   | 241 | 253 | 88 |
| 4. | Florida Panthers (12)    | 82 | 35 | 31 | 16  | 247 | 257 | 86 |
| 5. | Washington Capitals (13) | 82 | 28 | 40 | 14  | 235 | 286 | 70 |

#### Western Conference
Northwest Division
|    |                        | PG | V  | S  | OTS | GF  | GS  | PT  |
| -- | ---------------------- | -- | -- | -- | --- | --- | --- | --- |
| 1. | Vancouver Canucks (3)  | 82 | 49 | 26 | 7   | 222 | 201 | 105 |
| 2. | Minnesota Wild (7)     | 82 | 48 | 26 | 8   | 235 | 191 | 104 |
| 3. | Calgary Flames (8)     | 82 | 43 | 29 | 10  | 258 | 226 | 96  |
| 4. | Colorado Avalanche (9) | 82 | 44 | 31 | 7   | 272 | 251 | 95  |
| 5. | Edmonton Oilers (12)   | 82 | 32 | 43 | 7   | 195 | 248 | 71  |

Central Division
|    |                            | PG | V  | S  | OTS | GF  | GS  | PT  |
| -- | -------------------------- | -- | -- | -- | --- | --- | --- | --- |
| 1. | Detroit Red Wings (1)      | 82 | 50 | 19 | 13  | 254 | 199 | 113 |
| 2. | Nashville Predators (4)    | 82 | 51 | 23 | 8   | 272 | 212 | 110 |
| 3. | St. Louis Blues (10)       | 82 | 35 | 35 | 13  | 214 | 254 | 81  |
| 4. | Columbus Blue Jackets (11) | 82 | 33 | 42 | 7   | 201 | 249 | 73  |
| 5. | Chicago Blackhawks (13)    | 82 | 31 | 42 | 9   | 201 | 258 | 71  |

Pacific Division
|    |                        | PG | V  | S  | OTS | GF  | GS  | PT  |
| -- | ---------------------- | -- | -- | -- | --- | --- | --- | --- |
| 1. | Anaheim Ducks (2)      | 82 | 48 | 20 | 14  | 258 | 208 | 110 |
| 2. | San Jose Sharks (5)    | 82 | 51 | 26 | 5   | 258 | 199 | 107 |
| 3. | Dallas Stars (6)       | 82 | 50 | 25 | 7   | 226 | 197 | 107 |
| 4. | Los Angeles Kings (14) | 82 | 27 | 41 | 14  | 227 | 283 | 68  |
| 5. | Phoenix Coyotes (15)   | 82 | 31 | 46 | 5   | 216 | 284 | 67  |

### Statistiche

#### Classifica marcatori
La seguente lista elenca i migliori marcatori al termine della stagione regolare.

| Giocatore          | Squadra             | PG | G  | A  | Pt  | +/- | MP |
| ------------------ | ------------------- | -- | -- | -- | --- | --- | -- |
| Sidney Crosby      | Pittsburgh Penguins | 79 | 36 | 84 | 120 | +10 | 60 |
| Joe Thornton       | San Jose Sharks     | 82 | 22 | 89 | 114 | +24 | 44 |
| Vincent Lecavalier | Tampa Bay Lightning | 82 | 52 | 56 | 108 | +2  | 44 |
| Dany Heatley       | Ottawa Senators     | 82 | 50 | 55 | 105 | +31 | 74 |
| Martin St. Louis   | Tampa Bay Lightning | 82 | 43 | 59 | 102 | +7  | 28 |
| Marián Hossa       | Atlanta Thrashers   | 82 | 43 | 57 | 100 | +18 | 49 |
| Joe Sakic          | Colorado Avalanche  | 82 | 36 | 64 | 100 | +2  | 46 |
| Jaromír Jágr       | New York Rangers    | 82 | 30 | 66 | 96  | +26 | 78 |
| Marc Savard        | Boston Bruins       | 82 | 22 | 74 | 96  | -19 | 96 |
| Daniel Brière      | Buffalo Sabres      | 81 | 32 | 63 | 95  | +17 | 89 |

#### Classifica portieri
La seguente lista elenca i migliori portieri al termine della stagione regolare.

| Giocatore              | Squadra             | PG | Min     | V  | S  | OTS | GS  | SO | Sv%  | MGS  |
| ---------------------- | ------------------- | -- | ------- | -- | -- | --- | --- | -- | ---- | ---- |
| Niklas Bäckström       | Minnesota Wild      | 41 | 2226:31 | 23 | 8  | 6   | 73  | 5  | .929 | 1.97 |
| Dominik Hašek          | Detroit Red Wings   | 56 | 3340:51 | 38 | 11 | 6   | 114 | 8  | .913 | 2.05 |
| Martin Brodeur         | New Jersey Devils   | 78 | 4696:33 | 48 | 23 | 7   | 171 | 12 | .922 | 2.18 |
| Marty Turco            | Dallas Stars        | 67 | 3763:52 | 38 | 20 | 5   | 140 | 6  | .910 | 2.23 |
| Jean-Sébastien Giguère | Anaheim Ducks       | 56 | 3244:38 | 36 | 10 | 8   | 122 | 4  | .918 | 2.26 |
| Roberto Luongo         | Vancouver Canucks   | 76 | 4490:16 | 47 | 22 | 6   | 171 | 5  | .921 | 2.29 |
| Evgenij Nabokov        | San Jose Sharks     | 50 | 2777:55 | 25 | 16 | 4   | 106 | 7  | .914 | 2.29 |
| Henrik Lundqvist       | New York Rangers    | 70 | 4108:39 | 37 | 22 | 8   | 160 | 5  | .917 | 2.34 |
| Vesa Toskala           | San Jose Sharks     | 38 | 2141:33 | 26 | 10 | 1   | 84  | 4  | .908 | 2.35 |
| Chris Mason            | Nashville Predators | 40 | 2341:41 | 24 | 11 | 4   | 93  | 5  | .925 | 2.38 |

## Playoff

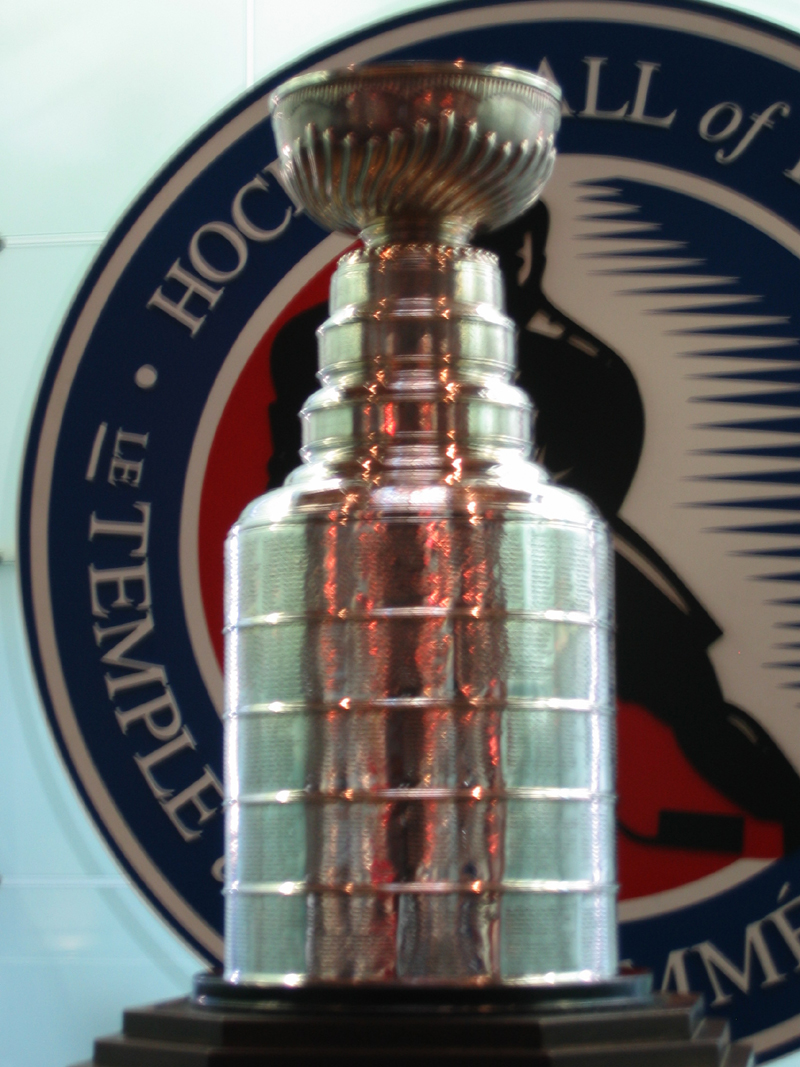
Il trofeo della Stanley Cup

Al termine della stagione regolare le migliori 16 squadre del campionato si sono qualificate per i playoff. I Buffalo Sabres si aggiudicarono il Presidents' Trophy avendo ottenuto il miglior record della lega con 113 punti. I campioni di ciascuna Division conservarono il proprio ranking per l'intera durata dei playoff, mentre le altre squadre furono ricollocate nella graduatoria dopo ciascun turno.

### Tabellone playoff
In ciascun turno la squadra con il ranking più alto si sfidò con quella dal posizionamento più basso, usufruendo anche del vantaggio del fattore campo. Nella finale di Stanley Cup il fattore campo fu determinato dai punti ottenuti in stagione regolare dalle due squadre. Ciascuna serie, al meglio delle sette gare, seguì il formato 2–2–1–1–1: la squadra migliore in stagione regolare avrebbe disputato in casa Gara-1 e 2, (se necessario anche Gara-5 e 7), mentre quella posizionata peggio avrebbe giocato nel proprio palazzetto Gara-3 e 4 (se necessario anche Gara-6).
|  | Quarti di finale Conference | Quarti di finale Conference                      | Quarti di finale Conference |   |                   | Semifinali Conference | Semifinali Conference | Semifinali Conference |                    |                    | Finali Conference  | Finali Conference  | Finali Conference  |  |  | Finale Stanley Cup | Finale Stanley Cup | Finale Stanley Cup |
|  |                             |                                                  |                             |   |                   |                       |                       |                       |                    |                    |                    |                    |                    |  |  |                    |                    |                    |
|  | 1                           | Buffalo Sabres                                   | 4                           |   |                   | 1                     | Buffalo Sabres        | 4                     |                    |                    |                    |                    |                    |  |  |                    |                    |                    |
|  | 8                           | New York Islanders                               | 1                           |   |                   | 6                     | New York Rangers      | 2                     |                    |                    |                    |                    |                    |  |  |                    |                    |                    |
|  |                             |                                                  |                             |   |                   |                       |                       |                       |                    |                    |                    |                    |                    |  |  |                    |                    |                    |
|  | 2                           | New Jersey Devils                                | 4                           |   |                   |                       |                       |                       | Eastern Conference | Eastern Conference | Eastern Conference | Eastern Conference | Eastern Conference |  |  |                    |                    |                    |
|  | 2                           | New Jersey Devils                                | 4                           |   |                   |                       |                       |                       | Eastern Conference | Eastern Conference | Eastern Conference | Eastern Conference | Eastern Conference |  |  |                    |                    |                    |
|  | 7                           | Tampa Bay Lightning                              | 2                           |   |                   |                       |                       |                       |                    |                    |                    |                    |                    |  |  |                    |                    |                    |
|  | 7                           | Tampa Bay Lightning                              | 2                           |   |                   |                       |                       |                       |                    | 1                  | Buffalo Sabres     | 1                  |                    |  |  |                    |                    |                    |
|  |                             |                                                  |                             |   |                   |                       |                       |                       |                    | 1                  | Buffalo Sabres     | 1                  |                    |  |  |                    |                    |                    |
|  |                             | 4                                                | Ottawa Senators             | 4 |                   |                       |                       |                       |                    |                    |                    |                    |                    |  |  |                    |                    |                    |
|  | 3                           | 4                                                | Ottawa Senators             | 4 | Atlanta Thrashers | 0                     |                       |                       |                    |                    |                    |                    |                    |  |  |                    |                    |                    |
|  | 3                           |                                                  |                             |   | Atlanta Thrashers | 0                     |                       |                       |                    |                    |                    |                    |                    |  |  |                    |                    |                    |
|  | 6                           | New York Rangers                                 | 4                           |   |                   |                       |                       |                       |                    |                    |                    |                    |                    |  |  |                    |                    |                    |
|  | 6                           | New York Rangers                                 | 4                           |   |                   |                       |                       |                       |                    |                    |                    |                    |                    |  |  |                    |                    |                    |
|  |                             |                                                  |                             |   |                   |                       |                       |                       |                    |                    |                    |                    |                    |  |  |                    |                    |                    |
|  |                             |                                                  |                             |   |                   |                       |                       |                       |                    |                    |                    |                    |                    |  |  |                    |                    |                    |
|  | 4                           | Ottawa Senators                                  | 4                           |   | 2                 | New Jersey Devils     | 1                     |                       |                    |                    |                    |                    |                    |  |  |                    |                    |                    |
|  | 4                           | Ottawa Senators                                  | 4                           |   | 2                 | New Jersey Devils     | 1                     |                       |                    |                    |                    |                    |                    |  |  |                    |                    |                    |
|  | 5                           | Pittsburgh Penguins                              | 1                           |   |                   | 4                     | Ottawa Senators       | 4                     |                    |                    |                    |                    |                    |  |  |                    |                    |                    |
|  | 5                           | Pittsburgh Penguins                              | 1                           |   |                   |                       |                       |                       |                    | E4                 | Ottawa Senators    | 1                  |                    |  |  |                    |                    |                    |
|  |                             | (Accoppiamenti ristabiliti dopo il primo turno.) |                             |   |                   |                       |                       |                       |                    | E4                 | Ottawa Senators    | 1                  |                    |  |  |                    |                    |                    |
|  |                             | W2                                               | Anaheim Ducks               | 4 |                   |                       |                       |                       |                    |                    |                    |                    |                    |  |  |                    |                    |                    |
|  | 1                           | W2                                               | Anaheim Ducks               | 4 | Detroit Red Wings | 4                     |                       |                       | 1                  | Detroit Red Wings  | 4                  |                    |                    |  |  |                    |                    |                    |
|  | 1                           |                                                  |                             |   | Detroit Red Wings | 4                     |                       |                       | 1                  | Detroit Red Wings  | 4                  |                    |                    |  |  |                    |                    |                    |
|  | 8                           | Calgary Flames                                   | 2                           |   |                   | 5                     | San Jose Sharks       | 2                     |                    |                    |                    |                    |                    |  |  |                    |                    |                    |
|  | 8                           | Calgary Flames                                   | 2                           |   |                   | 5                     | San Jose Sharks       | 2                     |                    |                    |                    |                    |                    |  |  |                    |                    |                    |
|  |                             |                                                  |                             |   |                   |                       |                       |                       |                    |                    |                    |                    |                    |  |  |                    |                    |                    |
|  | 2                           | Anaheim Ducks                                    | 4                           |   |                   |                       |                       |                       |                    |                    |                    |                    |                    |  |  |                    |                    |                    |
|  | 2                           | Anaheim Ducks                                    | 4                           |   |                   |                       |                       |                       |                    |                    |                    |                    |                    |  |  |                    |                    |                    |
|  | 7                           | Minnesota Wild                                   | 1                           |   |                   |                       |                       |                       |                    |                    |                    |                    |                    |  |  |                    |                    |                    |
|  | 7                           | Minnesota Wild                                   | 1                           |   |                   |                       |                       |                       | 1                  | Detroit Red Wings  | 2                  |                    |                    |  |  |                    |                    |                    |
|  |                             |                                                  |                             |   |                   |                       |                       |                       | 1                  | Detroit Red Wings  | 2                  |                    |                    |  |  |                    |                    |                    |
|  |                             | 2                                                | Anaheim Ducks               | 4 |                   |                       |                       |                       |                    |                    |                    |                    |                    |  |  |                    |                    |                    |
|  | 3                           | 2                                                | Anaheim Ducks               | 4 | Vancouver Canucks | 4                     |                       |                       |                    |                    |                    |                    |                    |  |  |                    |                    |                    |
|  | 3                           |                                                  |                             |   | Vancouver Canucks | 4                     |                       |                       |                    |                    |                    |                    |                    |  |  |                    |                    |                    |
|  | 6                           | Dallas Stars                                     | 3                           |   |                   |                       |                       |                       |                    |                    | Western Conference | Western Conference | Western Conference |  |  |                    |                    |                    |
|  | 6                           | Dallas Stars                                     | 3                           |   |                   |                       |                       |                       |                    |                    | Western Conference | Western Conference | Western Conference |  |  |                    |                    |                    |
|  |                             |                                                  |                             |   |                   |                       |                       |                       |                    |                    |                    |                    |                    |  |  |                    |                    |                    |
|  | 4                           | Nashville Predators                              | 1                           |   | 2                 | Anaheim Ducks         | 4                     |                       |                    |                    |                    |                    |                    |  |  |                    |                    |                    |
|  | 4                           | Nashville Predators                              | 1                           |   | 2                 | Anaheim Ducks         | 4                     |                       |                    |                    |                    |                    |                    |  |  |                    |                    |                    |
|  | 5                           | San Jose Sharks                                  | 4                           |   |                   | 3                     | Vancouver Canucks     | 1                     |                    |                    |                    |                    |                    |  |  |                    |                    |                    |

### Stanley Cup
La finale della Stanley Cup 2007 fu una serie al meglio delle sette gare che determinò il campione della National Hockey League per la stagione 2006-07. Gli Anaheim Ducks sconfissero gli Ottawa Senators in cinque partite e si aggiudicarono la Stanley Cup per la prima volta nella loro storia. Per i Ducks fu la seconda finale, dopo la sconfitta nel 2003 da parte dei Devils, mentre per gli Ottawa Senators fu la prima partecipazione alle finali.

## Premi NHL

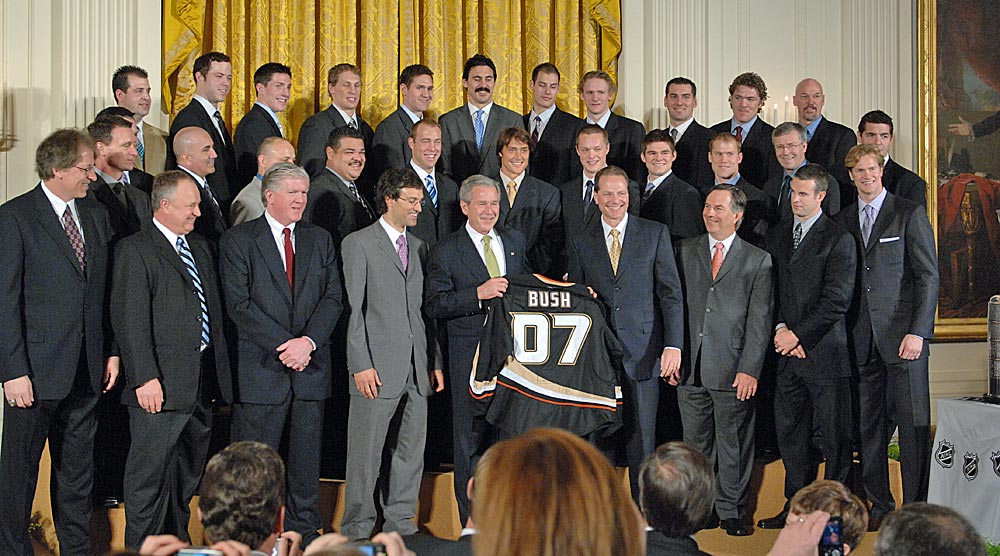
Foto di gruppo degli Anaheim Ducks ricevuti dal presidente George W. Bush.

### Riconoscimenti
- Stanley Cup: Anaheim Ducks
- Presidents' Trophy: Buffalo Sabres
- Prince of Wales Trophy: Ottawa Senators
- Clarence S. Campbell Bowl: Anaheim Ducks
- Art Ross Trophy: Sidney Crosby (Pittsburgh Penguins)
- Bill Masterton Memorial Trophy: Phil Kessel (Boston Bruins)
- Calder Memorial Trophy: Evgenij Malkin (Pittsburgh Penguins)
- Conn Smythe Trophy: Scott Niedermayer (Anaheim Ducks)
- Frank J. Selke Trophy: Rod Brind'Amour (Carolina Hurricanes)
- Hart Memorial Trophy: Sidney Crosby (Pittsburgh Penguins)
- Jack Adams Award: Alain Vigneault (Vancouver Canucks)
- James Norris Memorial Trophy: Nicklas Lidström (Detroit Red Wings)
- King Clancy Memorial Trophy: Saku Koivu (Montreal Canadiens)
- Lady Byng Memorial Trophy: Pavel Dacjuk (Detroit Red Wings)
- Lester B. Pearson Award: Sidney Crosby (Pittsburgh Penguins)
- Lester Patrick Trophy: Brian Leetch, Cammi Granato, Stan Fischler, John Halligan
- Mark Messier Leadership Award: Chris Chelios (Detroit Red Wings)
- Maurice Richard Trophy: Vincent Lecavalier (Tampa Bay Lightning)
- NHL Foundation Player Award: Joe Sakic (Colorado Avalanche)
- NHL Plus/Minus Award: Thomas Vanek (Buffalo Sabres)
- Roger Crozier Saving Grace Award: Niklas Bäckström (Minnesota Wild)
- Vezina Trophy: Martin Brodeur (New Jersey Devils)
- William M. Jennings Trophy: Niklas Bäckström e Manny Fernandez (Minnesota Wild)

### NHL All-Star Team
First All-Star Team
- Attaccanti: Aleksandr Ovečkin • Sidney Crosby • Dany Heatley
- Difensori: Nicklas Lidström • Scott Niedermayer
- Portiere: Martin Brodeur

Second All-Star Team
- Attaccanti: Thomas Vanek • Vincent Lecavalier • Martin St. Louis
- Difensori: Dan Boyle • Chris Pronger
- Portiere: Roberto Luongo

NHL All-Rookie Team
- Attaccanti: Evgeni Malkin • Jordan Staal • Paul Stastny
- Difensori: Matthew Carle • Marc-Édouard Vlasic
- Portiere: Mike Smith